# Vyšehrad (stadsdel)
Vyšehrad är en stadsdel i Tjeckiens huvudstad Prag. Sedan 1961 tillhör den stadsdistriktet (městský obvod) Prag 2 som sedan 1990 också är en stadsdelskommun (městská část). Vyšehrad ligger 221 meter över havet och antalet invånare är 1 913.